# Physis (журнал)
Physis (итал. Physis. Rivista Internazionale di Storia della Scienza; англ. International Journal for the History of Science) — международный научный журнал по истории науки, печатается в Италии c 1959 года издательством Лео Ольшки.
В журнале собраны статьи в области истории науки от античности до наших дней. Основные темы публикаций по истории астрономии, математики, физики, химии, наук о Земле, биологии, медицины, психологии и технологий.

## История

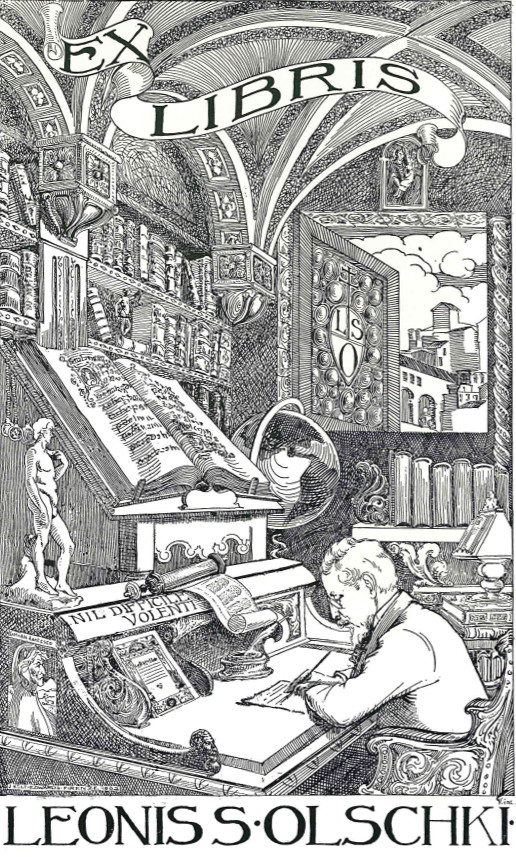
Casa Editrice Leo S. Olschki

Научный журнал был основан в Италии в 1959 году Пизанским издательством «Domus Galilaeana» в сотрудничестве с другими научными учреждениями.
В 1959—1985 годах выходил ежеквартально, с 1991 года выходит каждое полугодие.

## Описание
Physis публикует статьи по истории науки и материалы тематических конференций. Работы по историографии науки, научной музеографии, отношений между наукой и философией, науки и технологий, науки и общества и других критических и пограничных вопросов.
В журнале есть тексты на итальянском, английском, французском, немецком и испанском языках.
- Издатель: Casa Editrice Leo S. Olschki[5].
- Печатный индекс ISSN 0031-9414 Архивная копия от 5 сентября 2021 на Wayback Machine.
- Принятое сокращение в библиографических списках: Physis Riv. Int. Stor. Sci.[6].

## Журналы
- Physis: Rivista Internazionale di Storia della Scienza Архивная копия от 3 февраля 2022 на Wayback Machine. 2021. Vol. 56. Fasc. 1/2. (The History of Geological Sciences as a disciplinary crossing point: the Proceedings of the INHIGEO 2019 Symposium)